# ساعة (وحدة)

منتصف الليل في الساعة الرقمية

منتصف النهار او منتصف الليل في الساعة ذات العقارب

الساعة وحدة لقياس الوقت، وهي ليست من وحدات نظام الوحدات الدولي، لكن استخدامها مقبول مع نظام الوحدات الدولي، والحرف h هو الذي يمثلها.

## تعريف
في الاستخدام الحديث، تعرف الساعة بأنها وحدة قياس للزمن، والساعة مكونة من 60 دقيقة، أو 3600 ثانية. وتساوي 1/24 من يوم الأرض المتوسط، ويمكن أن تتضمن الساعة ثانية قفز موجبة أو سالبة في التوقيت العالمي المنسق، لذا يمكن أن تصبح مدة الساعة 3599 ثانية أو 3601 ثانية.

## تاريخ
عرفت الساعة في الأصل في الحضارات القديمة، في مصر القديمة، وسومر، والهند، والصين، وعرفت كواحد على اثني عشر من الوقت بين شروق الشمس وغروبها، أو واحد على أربع وعشرين من يوم كامل.
في أي من الحالتين، عكس التقسيم الانتشار الواسع لنظام العد الثنائي عشري. وتعزى أهمية العدد 12 إلى عدد الدورات القمرية في العام.
راقب الفلكيون في الدولة الوسطى 36 نجمة على مدار العام. وعثر على جداول النجوم هذه في أغطية توابيت هذه الفترة. وكان صعود نجم مؤشرًا لبداية أسبوع أهلي جديد، والذي كان عشرة أيام حينها. الفترة بين شروق الشمس وغروبها علمت بواسطة 18 نجمة، تم تعيين ثلاثة من هذه النجوم لكل من فترتي الغسق الإثنين، لذا تم تعليم فترة الظلام الكامل بالإثني عشر نجمة الباقية، ما نتج عنه تقسيم الليل إلى 12 قسمًا. الوقت بين ظهور كل نجمة في الأفق خلال الليل يساوي 40 دقيقة. في عصر الدولة الحديثة، تم تبسيط النظام، باستخدام مجموعة من 24 نجمة، 12 من هذه النجوم مثل مرور فترة الليل.
تعددت التعريفات الأسبق الساعة خلال هذه المتغيرات:
- واحد على اثني عشر من الوقت المار من شروق الشمس إلى غروبها. كنتيجة، أصبحت ساعات أيام الصيف أطول من ساعات أيام الشتاء. تنوع طولها حسب دائرة العرض، وحتى، على نطاق، تعلق طول الساعة بالمناخ المحلي (حيث يؤثر على فهرس الغلاف الجوي للانكسار). لهذا السبب، سميت هذه الساعات باسم الساعات المؤقتة، أو الموسمية، أو غير المتساوية. استخدم الرومان، واليونانيون، واليهود هذا التعريف للساعة، وكذلك استخدمه الصينيون واليابانيون. قسم الرومان واليونانيون فترة الليل إلى ثلاث أو أربع فترات ليلية، لكن لاحقًا تم تقسيم الليل (الفترة بين غروب الشمس وشروقها) إلى 12 ساعة. في العصور ما قبل الكلاسيكية، عندما استخدمت آلات الساعات، كان يجب تغيير فترة الساعة على سبيل المثال بواسطة تغيير طول بندولها أو كان يجب أن تحافظ على موضع الشمس (انظر ساعة براغ الفلكية).
- واحد على أربع وعشرين من اليوم الشمسي (بين ظهر وتاليه، أو بين شروق شمس وتاليه). كنتيجة لذلك، تعددت الساعات قليلًا، حيث يختلف طول اليوم الشمسي الظاهر على مدار العام، عندما تم استخدام آلات الساعة لإظهارها، كان يجب ضبطها عدة مرات في الشهر. سميت هذه الساعات، باسم الساعات المتساوية، أو الساعات المعتدلة.
- واحد على أربع وعشرين من اليوم الشمسي العادي، لمزيد من التفاصيل، انظر مقالة التوقيت الشمسي للفرق بين اليوم الظاهر والعادي. عندما استخدمت آلات ساعات دقيقة، لم يكن هناك من حاجة لتعديلها افتراضيًا. مع ذلك، وحيث أن دوران الأرض يتباطأ، تم التخلي عن هذا النظام، انظر التوقيت العالمي المنسق.

## حساب الساعات
هناك عدة طرق لعد أو حساب الساعات:
- في العصور القديمة والوسطى، حيث اعتبر التقسيم بين الليل والنهار أكثر أهمية منه في مجتمعات العصور اللاحقة حيث انتشر الضوء الاصطناعي، تم حساب الساعات من شروق الشمس. لذا كان شروق الشمس دائمًا عند بداية الساعة الأولى (الساعة صفر)، والظهر كان عند نهاية الساعة السادسة بالضبط، وغروب الشمس كان عند نهاية الساعة الثانية عشر بالضبط. وعنى هذا أن مدة الساعة اختلفت بتغير المواسم. أشير إلى هذا النظام في الأسطرلاب، والساعات الفلكية باسم الساعات البابلية أو الساعات الزمنية. وهذا النظام هو النظام المستخدم في الشريعة اليهودية (هالاخاه) ويسمى الساعة التلمودية في عدد كبير من النصوص. والساعة التلمودية هي واحد على اثني عشر من الوقت المنقضي بين شروق الشمس وغروبها، لهذا السبب تصبح الساعة أطول في الصيف عنها في الشتاء.
- فيما يسمى التوقيت الإيطالي، بدأت الساعة الأولى مع ذكرى التقمص، بعد زوال الغسق، أي بعد نصف ساعة من غروب الشمس، بناءً على العرف المحلي ودائرة العرض الجغرافية. تم عد الساعات من 1 إلى 24. على سبيل المثال، في لجانو ارتفعت الشمس في الساعة الرابعة عشر، والظهر كان في الساعة التاسعة عشر. في يونيو ارتفعت الشمس في الساعة السابعة، وكان الظهر في الساعة الخامسة عشر. كان غروب الشمس دائمًا في نهاية الساعة الرابعة والعشرين. لكن الساعات في أبراج الكنائس دقت فقط من 1 إلى 12، كان هذا في ساعات الليل أو ساعات الصباح الأولى. كان لطريقة العد هذه فائدة أن علم المرء كم بقى له من الوقت كي ينهي عمله النهاري دون ضوء اصطناعي. استخدمت هذه الطريقة في إيطاليا على نطاق واسع بحلول القرن الرابع عشر وحتى منتصف القرن الثامن عشر، تم التخلي عن هذا النظام رسميًا في سنة 1755، وفي بعض الأقاليم، استمر العمل بهذا النظام حتى منتصف القرن التاسع عشر. استخدم هذا النظام أيضًا في بولندا وبوهيميا حتى القرن السابع عشر. يمكن مشاهدة نظام الساعات الإيطالية على العديد من الساعات في إيطاليا، حيث رقمت الدائرة من 1 إلى 24 بأرقام رومانية أو عربية، وساعة سانت مارك في البندقية هي مثال على ذلك.